# Bernardino della Croce
Bernardino della Croce (* 1502 in Riva San Vitale; † 15. August 1568 in Rom) war ein Schweizer Theologe, Sekretär des Kardinals Alessandro Farnese und Bischof von Como.

## Leben
Bernardino della Croce war Sohn des Giovannantonio, der bis 1499 Kastlan von Bellinzona war. Nach seinen kirchlichen Studien in Rom war er Sekretär von Kardinal Alessandro Farnese, dem späteren Papst Paul III. Im Jahr 1546 wurde er von Paul III. zum Bischof von Casale Monferrato und im folgenden Jahr zum Bischof von Asti ernannt. Am 24. September 1548, nach dem Tod von Cesare Trivulzio, wurde ihm die Leitung der Diözese Como anvertraut.
Seine Amtseinführung fand jedoch erst zwei Jahre später statt, da sich die politischen Behörden Mailands gegen seine Ernennung wehrten, nachdem della Croce bei Kaiser Karl V. in Ungnade gefallen war. Die anhaltenden Spannungen mit den örtlichen Behörden waren der Grund für seine geringere Präsenz in der Diözese und seine Entscheidung, im Jahr 1559 vom Bischofsamt zurückzutreten.